# Cerkiew św. Mikołaja w Łazach
Cerkiew św. Mikołaja w Łazach – ruina greckokatolickiej cerkwi parafialnej znajdująca się w centrum wsi Łazy w powiecie jarosławskim (województwo podkarpackie).

## Historia
Pierwsza we wsi, drewniana cerkiew (pod wezwaniem św. Iwana) powstała w 1640. Działała przy niej parafia greckokatolicka (patronowali jej Ossolińscy). Zniszczył ją pożar w 1890. Nowy, murowany obiekt pod wezwaniem św. Mikołaja poświęcił w 1894 biskup Julian Pałesz. Do parafii należały wówczas wsie Duńkowice i Michałówka. 
Po wysiedleniu Ukraińców (grekokatolików) w ramach akcji Wisła świątynia straciła wiernych. Według informacji z książki Myrona Łozowskiego “Seło Łazy”, w latach 1947-1953 pozostawała w dobrym stanie. Po 1956 próbowano wykorzystać obiekt jako źródła materiałów budowlanych. Pozwolono osobom prywatnym na zakup i rozbiórkę budowli, która stanowiła już wtedy własność państwową. Kilka rodzin ukraińskich próbowało bezskutecznie zahamować ten proces. Rozbiórka trwała kilka lat i zakończyła się na początku lat 60. XX wieku.
Po świątyni pozostały do dziś: fundamenty, dolna część murów i posadzka z mozaiką. Miejscowa tablica informacyjna głosi, że w 2020 ruiny uporządkowano i odprawiono w nich mszę w obrządku grekokatolickim.

## Galeria

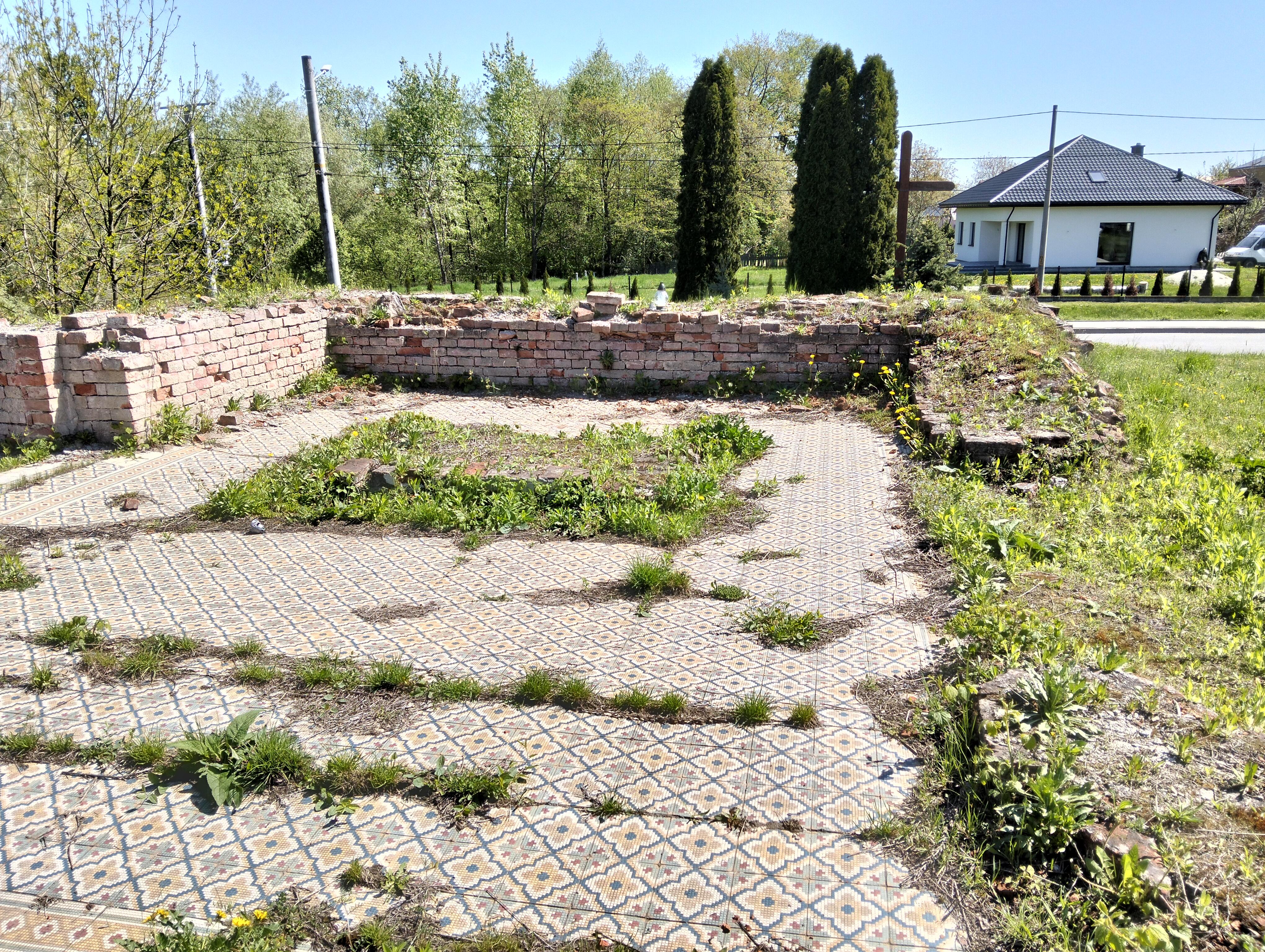
Wnętrze
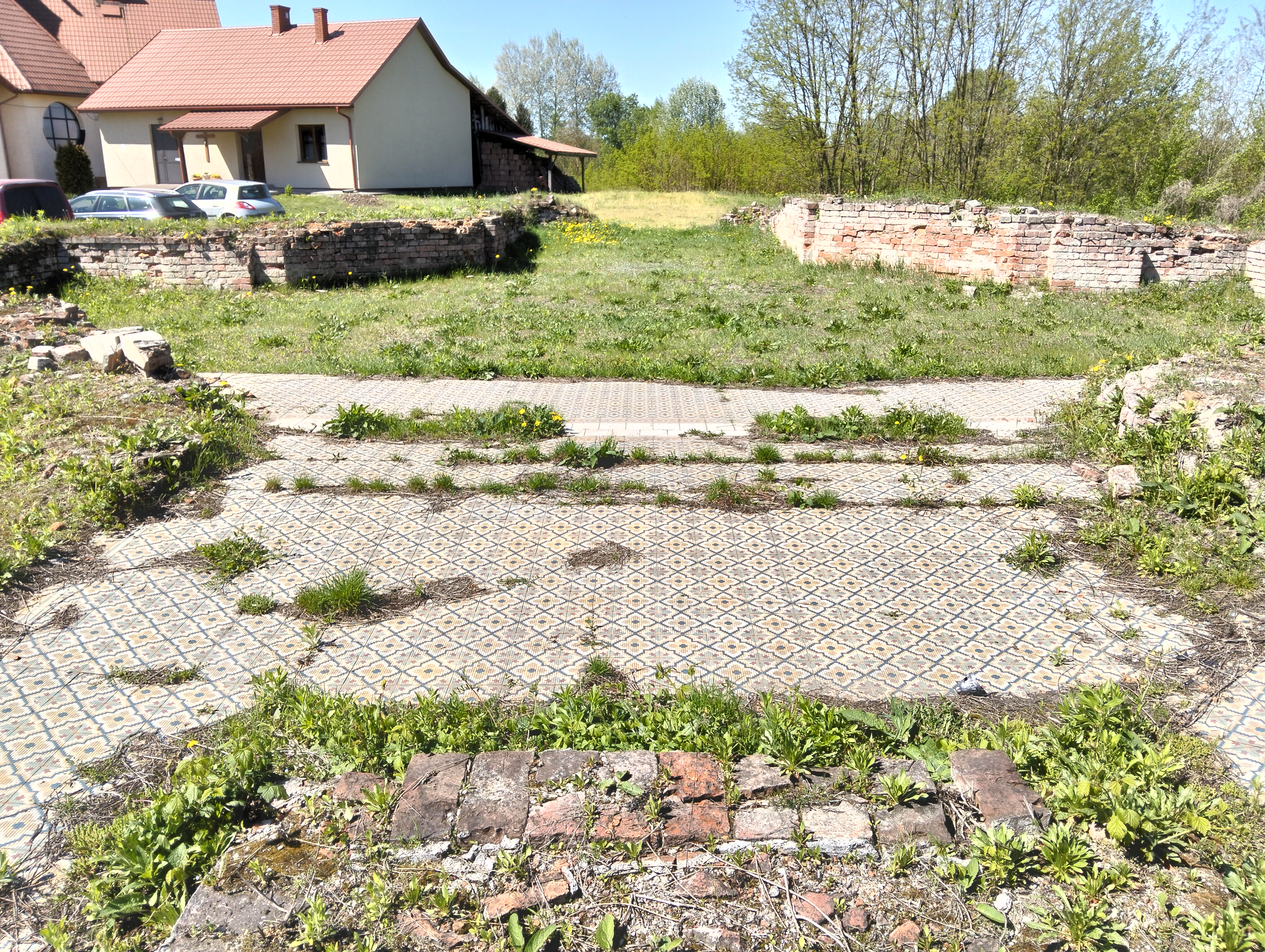
Wnętrze
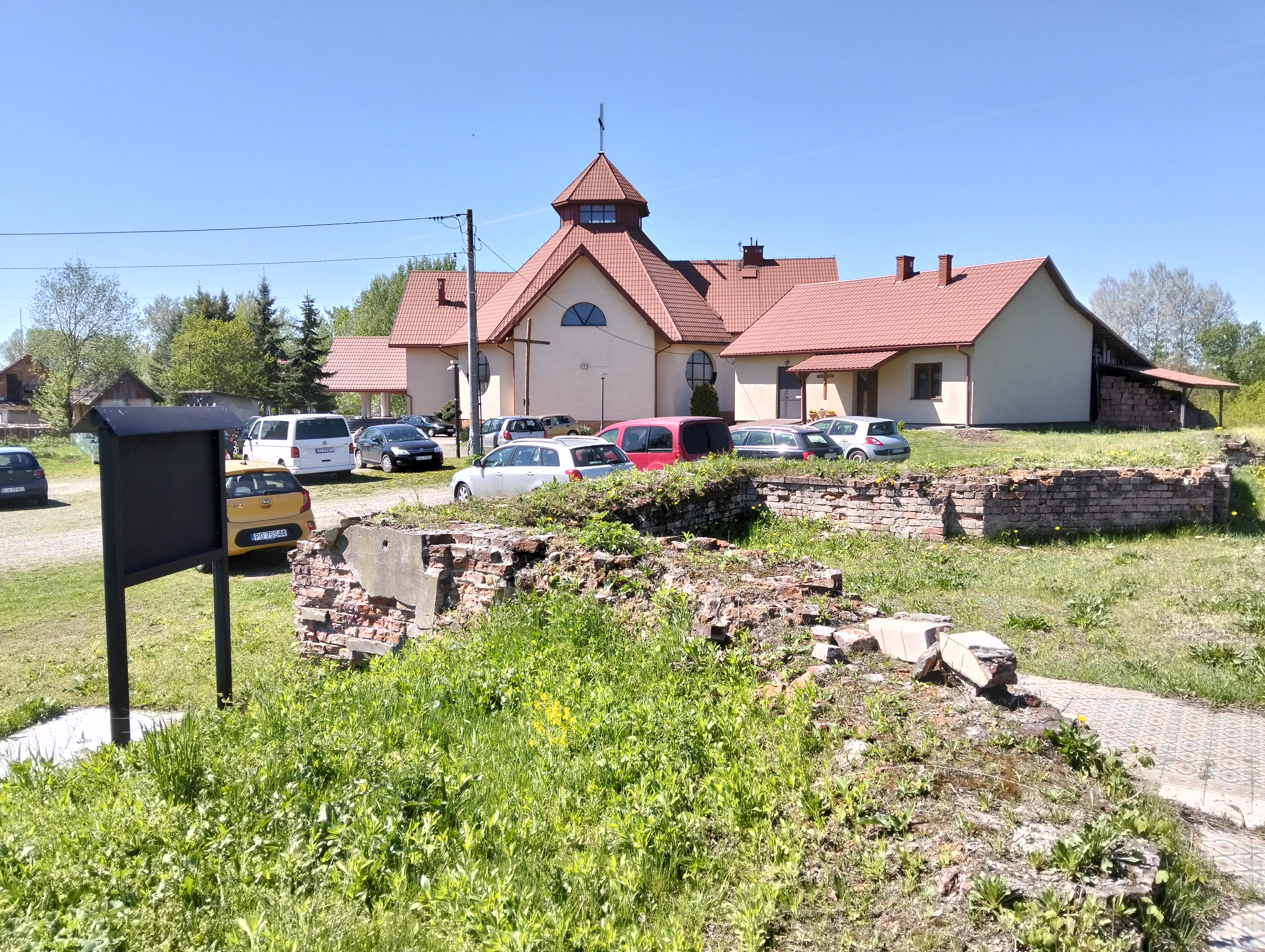
Wnętrze i kościół katolicki
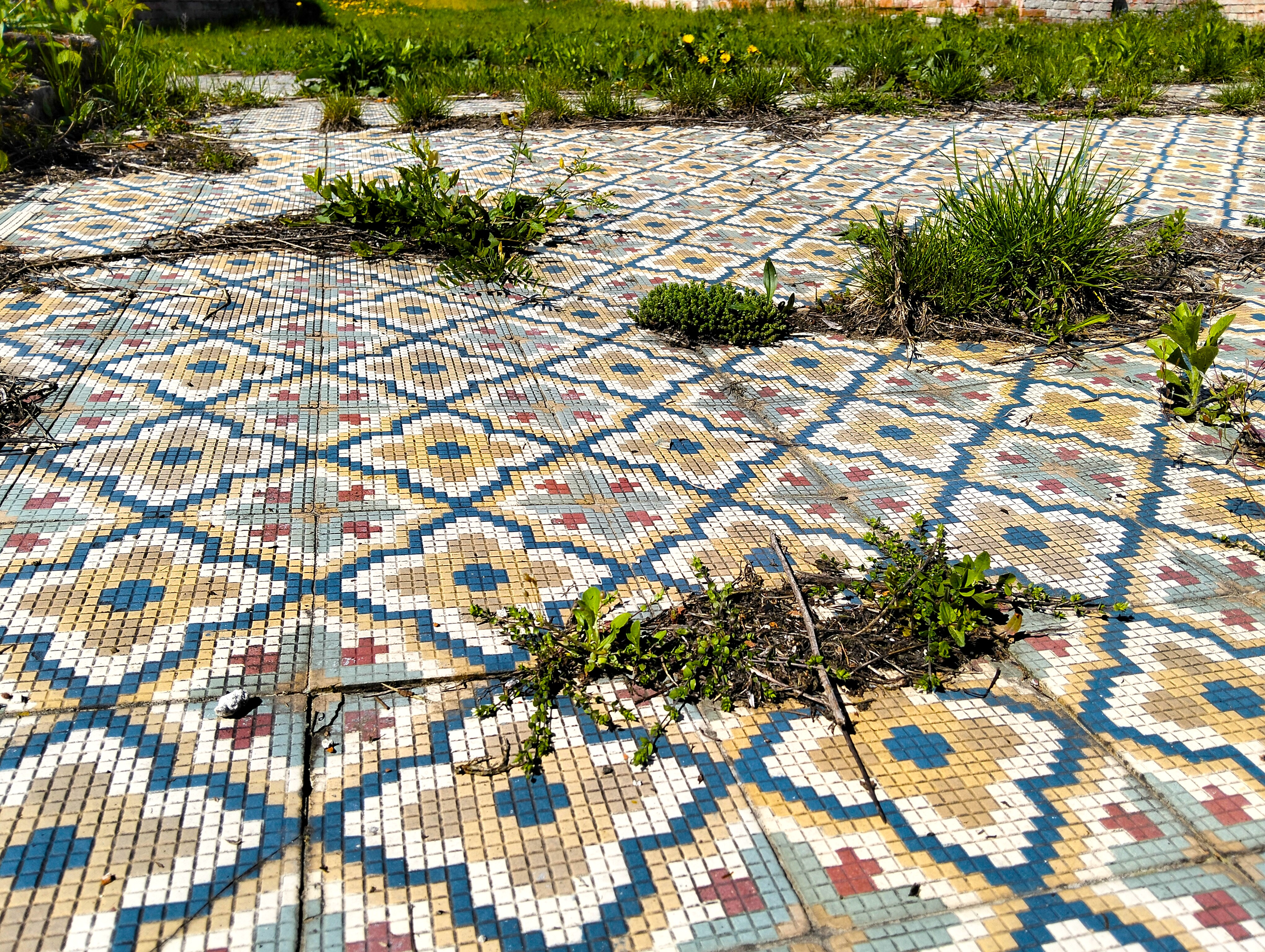
Posadzka